# BMX

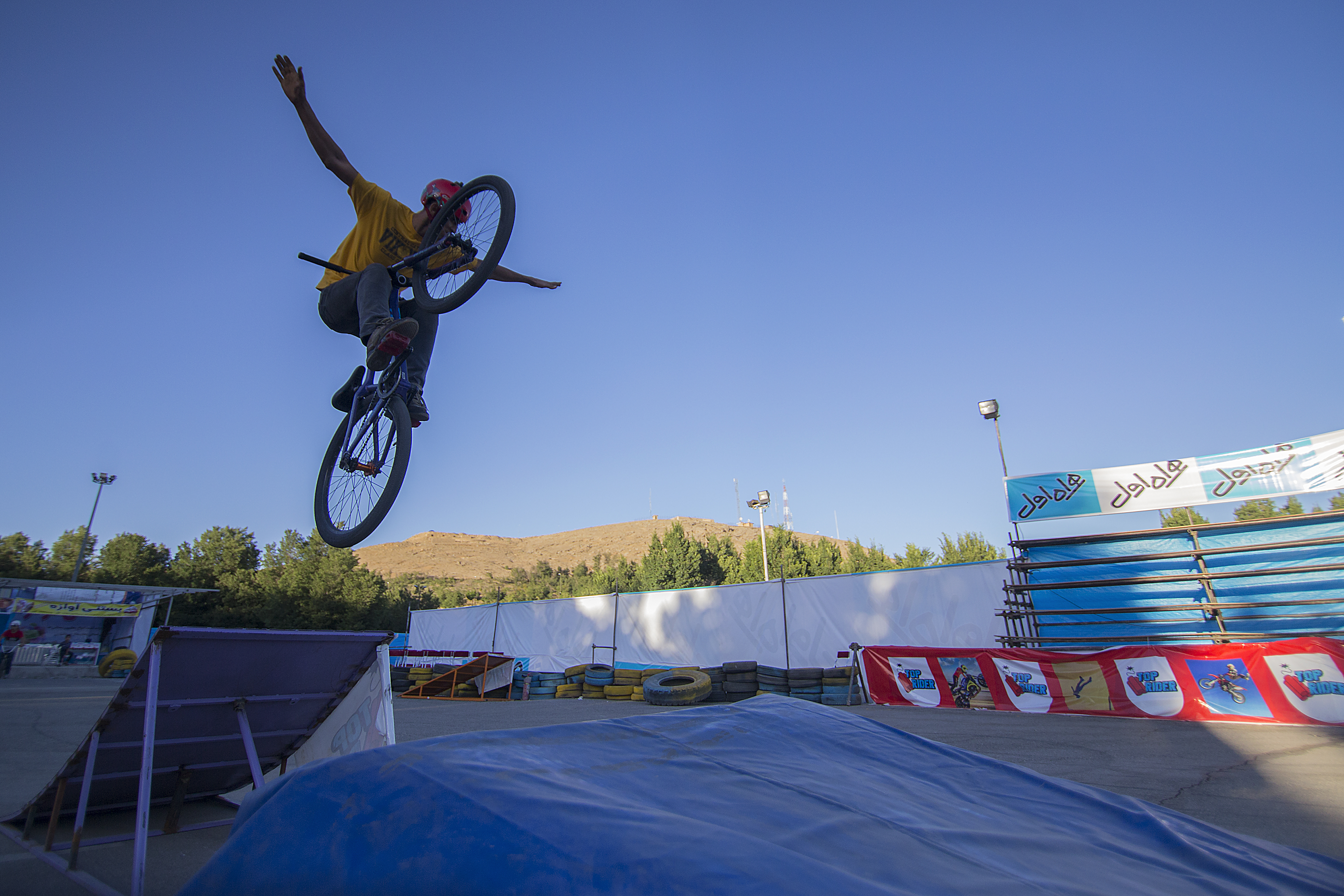
BMX Iran

BMX (англ. BMX — Bicycle Moto Cross (X)) — вид велосипедів, що був вперше згаданий у 60-х роках ХХ-сторіччя в Нідерландах, коли було опубліковано фото дітей, які влаштували перегони на своїх маленьких велосипедах, але надалі вся його історія пов'язана з США. Спочатку розроблявся як імітація мотоциклу для мотокросу для участі у перегонах на земельних трасах (англ. Dirt — земля, грязюка), але згодом набув насамперед значення як знаряддя для виконання трюків, не втрачаючи попереднього.

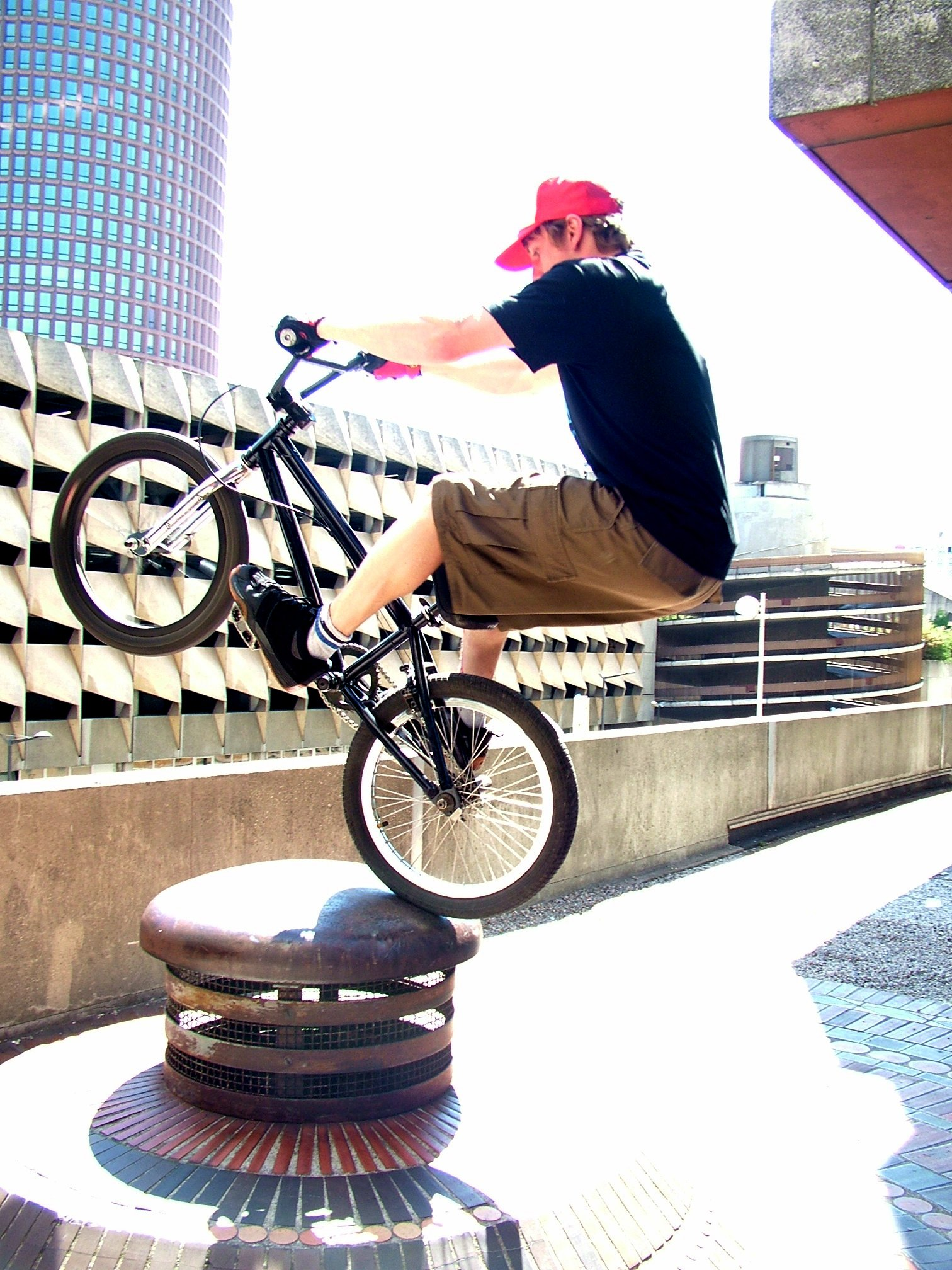
Трюк Abubaca в BMX-змаганнях класу Street

Цей тип велосипедів характеризується маленькими розмірами коліс (діаметр від 16 до 24 дюймів, найпоширеніший розмір — 20 дюймів, він вважається стандартом для ВМХ), маленькою, але дуже міцною рамою, широким кермом, відносно невеликою вагою та хорошим легким керуванням й маневреністю. Перші зразки важили приблизно 20 кг, але з розвитком технологій вага зменшилась майже удвічі. Вага сучасного байку може сягати 7-ми кг, але типовою вважається вага 10-15 кг.
За 50 років розвитку ВМХ сформувалося 6 самостійних видів і одного, який об'єднує 5 з них разом. Розділення на стилі формувались опираючись на технічну базу велосипедів, стиль катання (насамперед, набір трюків), додатково використовуване знаряддя та навколишнє середовище: Стріт, Парк, Верт, Дьорт, Флетленд, Кросс, Фрістайл (англ. Street, Park, Vert, Dirt, Flatland, Cross, Freestyle відповідно).
Людей, що катаються на BMX називають райдерами.

## Стріт (англ.Street)
Вуличний стиль (від англ. street — вулиця) — виконання трюків безпосередньо на вулиці, використовуючи різні елементи архітектури. Це можуть бути будь-які парапети, сходинки, перила, грані, стіни, бордюри, підвищення, впадини, покинуті басейни й т.п., все напряму залежить від уміння й фантазії райдера (англ. rider — вершник, наїзник, але «райдер» — це розповсюджена й звична назва для людини, яка їздить на будь-якому виді велосипедів, аналог — велосипедист).

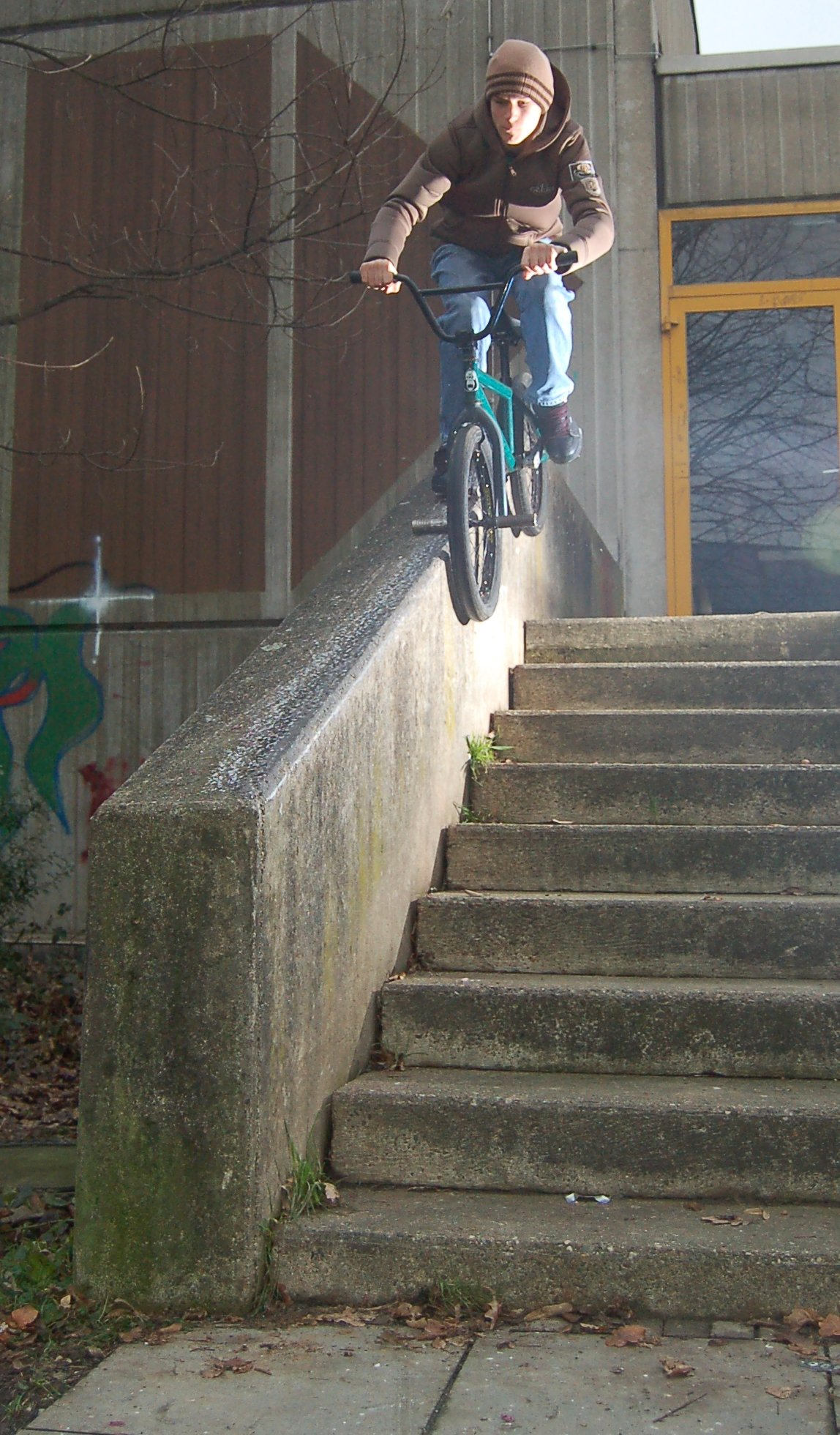
Double peg grind (ковзання на обох пегах одночасно)

З парапетів, підвищень, впадин, трамплінів, сходинок виконуються різні віпові (прокрути, англ. whip в ВМХ — прокрут), спінові (обертальні, англ. spin — обертання) трюки, на рейлах, гранях, перилах — грайндові (англ. grind — лязг, скрегіт, в ВМХ — ковзання на пегах) трюки.
Один з найвидовищніших стилів, тому й найбільш травматичний. Більшість райдерів катають без захисного спорядження, намагаючись також виконувати складні комбінації трюків.

## Парк (англ.Park)
Парк (ВМХ-парк або Скейт-парк) — катання у спеціально збудованому просторі з різними елементами архітектури.
Елементами є спеціальні пристосування з найкращими умовами для виконання трюків — це хафпайпи, мінірампи, квотерпайпи, джампбокси, грані, пули, стіни, пайни та ін.:

Хафпайп (англ. half-pipe) — найзвичнішого виду рампа — пристосування у виді напів-труби з парапетами на обох сторонах і металевими трубами на їх стиках (як два квотерпайпи зіставлені один навпроти іншого з майданчиком посередині).

Мінірампа (англ. ramp)- це те ж саме, що і хафпайп, але з набагато меншими розмірами.

Квотерпайп (англ. quarter-pipe) — пристосування, що має вигляд четвертої частини труби з парапетом і металевою трубою на верхньому кінці, з нього райдер вилітає для виконання air-трюків, або зістрибує з парапету в нього для набору швидкості.

Спайн (англ. spine) — два квотерпайпи зіставлені «спиною» один до одного.

Майданчик з уклоном — рівний майданчик з уклоном у 40 градусів відносно землі.

Стіна — вертикальна, або з невеликим уклоном, стіна, що ставиться над квотерпайпом або майданчиком з уклоном.

Джампбокс(англ. jump-box) — квотерпайп парапетом до задньої частини якого приставлений майданчик з уклоном.

Піраміда — пристосування у виді зрізаної піраміди — майданчик на підвищенні із з'їздами у 4 сторони.

Ланч (англ. launch) — зкривлена рампа, що дає можливість райдеру підлетіти у повітря.

Роллин (англ. roll-in) — частина рампи, яку райдер використовує для набору великої швидкості при в'їзді до звичайної рампи(висота -5 і більше метрів над землею)

Перила — в парках, на пірамідах і так, часто присутні й перила для виконання грайнових трюків.

## Дьорт (англ.Dirt)
Катання на земляних насипах із трамплінами. Трампліни зроблені із землі, або з соломи, зверху покритої землею. Кожний трамплін складається з декількох частин — це зліт і приземлення. Також часто між злетом і приземленням існує невелике провалля. Приземлення вище по рівню, ніж злітна частина.
В правильно зведеній трасі в райдера немає потреби крутити педалі, він підлітає на трампліні й при приземленні набирає достатню швидкість для наступного стрибку. Це досягається за рахунок підбирання правильної відстані між трамплінами, а також відстані між ділянками злету й приземлення.

## Верт (англ.Vert)

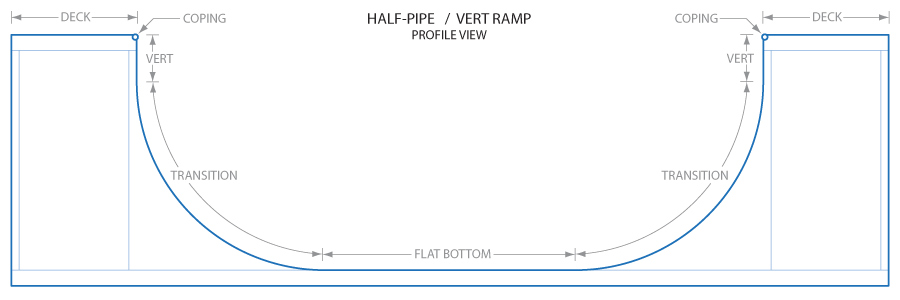
Хафпайп(Рампа)

Один з найскладніших та найекстримальніших видів катання. Трюки виконуються виключно в повітрі після вильоту з хафпайпу, також є декілька з використанням рейлів (труб на стиках майданчика зі спуском хафпайпу). В цьому виді використовуються найбільші хафпайпи, звичайно висотою від 2.5-3.5 метрів у висоту, але бували й більшого розміру. Найбільша з усіх рамп, заввишки 9 метрів, була використана у змаганнях з Верту на X-Games.
Райдери їдуть вверх й підлітають з однієї поверхні, роблять у повітрі трюк або на рейлах, приземлюються на цю ж поверхню і їдуть на іншу сторону рампи там роблять теж саме.
Метт Хоффман популяризував цей вид катання у 90-х і він до того часу є власником рекорду з найбільшого «air» (політ), що склав 27 футів з 25-футової рампи, а це майже 16 метрів над землею. Він виконав цей стрибок, взявши розгін на полі за допомогою іншої людини на мотоциклі. На жаль, в одній із спроб Метт втратив контроль над польотом і впав, що призвело до втрати ним селезінки. Але, незважаючи на всі його травми, він продовжує виступати на змаганнях.
Цей вид катання зрізає багатьох райдерів, змушує покинути цей спорт (насамперед через страх перед великими рампами й травми, які можна отримати). Залишається мала кількість професійних райдерів, що залишаються на перших місцях усіх рейтингів і змагань. До цих людей належить Дейв Мірра, Чад Кейгі й Джимми Бествік.
Інші, включаючи 18-річного Зака Вардена, того, що виконав комбінацію «tailwhip+зворотний tailwhip», відносять до райдерів, яких на жаргоні називають «очищувач лобового скла», тобто з'явився нізвідки й зник в нікуди.

## Флетленд (англ.Flatland)
Цей вид дуже сильно відрізняється від інших. Оскільки усі трюки є балансові і виконуються на абсолютно рівній поверхні. Суть полягає в утриманні рівноваги у будь-якій позиції велосипеда і райдера відносно один одного, багато людей називають цей стиль «танець на велосипеді». Виконуються виключно в площині велосипеда на рівних майданчиках, при чому від того наскільки рівний майданчик залежить якість, складність і швидкість виконання трюків.
Якщо райдери інших стилів можуть легко переходити з одного стилю в інший, то райдери Флетленду такої можливості не мають, в них повністю все інше. Починаючи від велосипеда, закінчуючи навичками райдерів.
Велосипеди мають меншу колісну базу, іншу геометрію рами (з якомога меншою боковою площею), алюмінієві пеги з насічкою для кращого зчеплення (на відміну від інших стилів їх завжди дві пари, високо атмосферні (8-12 атм) вузькі (1,5"-1,75") і зносостійкі покришки обов'язково є фрікостерна задня втулка, вилка без зміщення, так звана «нульова», і високе сидіння для зручного захвату руками.
Дуже важливою є вага, і вона коливається в межах 7,5-11 кг, оскільки як правило навантаження менше ніж у інших дисциплінах, і не потрібне посилення компонентів.

## Рейсинг (англ.BMX Racing)

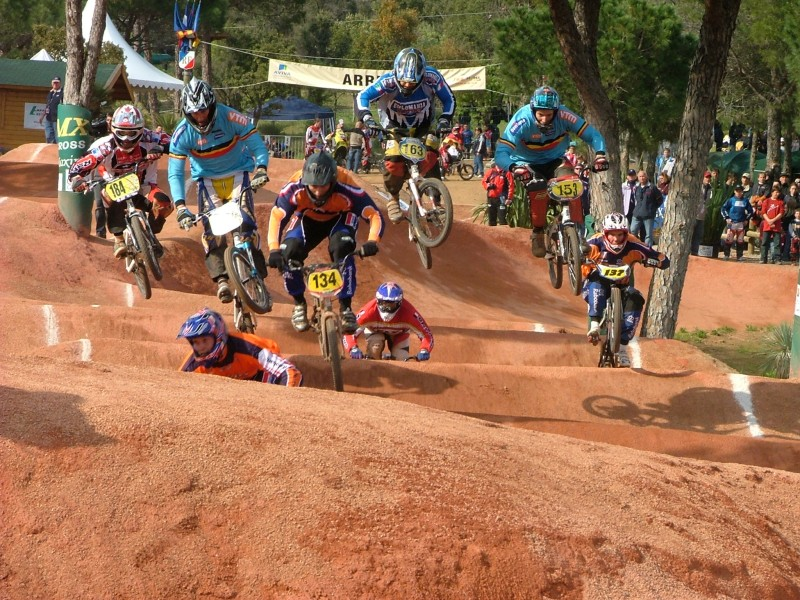
Змагання з BMX-кросу.

BMX-рейсинг є першим стилем катання у категорії BMX, з якого пішли всі інші. Траси для BMX-рейсингу подібні до мотокросових трас, але пристосовані для велосипедів: великі земляні трампліни, «верблюди» (різновид трампліну), щітки (послідовність купин) та контрнахили. Доволі часто BMX-рейсери мають серйозні травми через велику швидкість їзди по треку.
Це також єдиний стиль катання BMX, який визнаний олімпійським видом спорту (у 2008 році). У професійній лізі можуть брати участь з 15 до 40 років, як чоловіки, так і жінки. BMX рейсинг, на відміну від всіх інших стилів, має свої школи, які навчають правильно та максимально швидко проходити трасу. Оскільки стиль цей максимально приближений до спорту, мета в ньому — прийти першим до фінішу, минаючи спеціальні трампліни.
Велосипед для BMX-рейсингу специфічний: алюмінієва рама, великі товсті труби, дуже чіткі гальма та спеціальна конфігурація передньої та задньої зірки задля підвищеної передачі.
Вже 40 років існує цей вид екстремального велоспорту, але на сьогодні він не найпопулярніший, поступається стриту та дерту.
В Україні не розвинений зовсім, оскільки немає збудованих трас для тренувань та змагань.

## BMX в спорті
BMX спорт став професійним в США. З 1970-з років там створені численні асоціації: National Bicycle Association (NBA), American Bicycle Association (ABA), The National Bicycle League (NBL) та інші. Проводяться чисельні міжнародні змагання, в тому числі чемпіонати світу.
- За рішенням Міжнародного олімпійського комітету від 2003), з 2008 року BMX-Racing став олімпійським видом спорту. На Олімпійських іграх в Пекіні в рейсингу були вперше розіграні два комплекти олімпійських медалей: в класах Elite men та Elite women.

| Дисципліна | Золото                       | Срібло                     | Бронза             |
| чоловіки   | Маріс Штромбергс, Латвія     | Майк Дей, США              | Доні Робінсон, США |
| жінки      | Ана-Кароліна Шоссон, Франція | Летиція Ле Коргіє, Франція | Джіл Кинтнер, США  |

- На Олімпійських іграх 2012, на відміну від пекінської асфальто-земляної, траса гонки вже була збудована комбінованою асфальто-бетонною.

| Дисципліна | Золото                   | Срібло                | Бронза                     |
| чоловіки   | Маріс Штромбергс, Латвія | Сем Вілобі, Австралія | Карлос Окендо, Колумбія    |
| жінки      | Маріана Пахон, Колумбія  | Сара Вокер, Франція   | Лаура Смулдерс, Нідерланди |